# Inre-Fällträsket
Inre-Fällträsket är en sjö i Luleå kommun i Norrbotten och ingår i Råneälvens huvudavrinningsområde. Sjön har en area på 3,58 kvadratkilometer och ligger 25 meter över havet. Inre-Fällträsket ligger i Råneälven Natura 2000-område. Sjön avvattnas av vattendraget Bjurån.

## Delavrinningsområde
Inre-Fällträsket ingår i det delavrinningsområde (733727-178520) som SMHI kallar för Utloppet av Inre-Fällträsket. Medelhöjden är 50 meter över havet och ytan är 17,64 kvadratkilometer. Räknas de 12 avrinningsområdena uppströms in blir den ackumulerade arean 174,14 kvadratkilometer. Bjurån som avvattnar avrinningsområdet har biflödesordning 2, vilket innebär att vattnet flödar genom totalt 2 vattendrag innan det når havet efter 25 kilometer. Avrinningsområdet består mestadels av skog (64 procent). Avrinningsområdet har 3,56 kvadratkilometer vattenytor vilket ger det en sjöprocent på 20,2 procent.